# Presidente Prudente
Presidente Prudente – miasto w południowo-wschodniej Brazylii, w stanie São Paulo, nad rzeką Santo Anastácio. W 2010 roku liczba mieszkańców miasta wynosiła 207 625. Ośrodek handlowy regionu uprawy bawełny; rozwinięty przemysł mleczarski, chemiczny, włókienniczy i drzewny.
Miasto zostało założone 14 września 1917 roku.
W mieście mają siedzibę kluby piłkarskie Grêmio Prudente i Presidente Prudente FC.